# Joseph Randle
Joseph Randle (Wichita, 29 dicembre 1991) è un giocatore di football americano statunitense che gioca nel ruolo di running back per i Dallas Cowboys della National Football League (NFL). Fu scelto nel corso del quinto giro (151º assoluto) del Draft NFL 2013 dai Cowboys. Al college ha giocato a football all’Università statale dell'Oklahoma.

## Carriera universitaria
Nella sua prima stagione nel 2010, Randle corse per 452 yard su 82 possessi e segnò due touchdown. Nell'annata successiva fu inserito nella seconda formazione ideale della Big 12 Conference dopo aver corso 1.216 yard su 208 portate e segnato 24 touchdown. Quest'ultima cifra fu il secondo massimo della storia dell'istituto dopo i 37 di Barry Sanders nel 1989. Nel 2012 guidò la Big 12 con 1.417 yard corse e segnò 12 touchdown, venendo inserito nella prima formazione ideale della conference.

## Carriera professionistica

### Dallas Cowboys
Randle fu scelto nel corso del quarto giro del Draft 2013 dai Dallas Cowboys. Debuttò come professionista nella settimana 4 contro i San Diego Chargers e segnò il primo touchdown su corsa due settimane dopo nella vittoria contro i Washington Redskins. A causa dell'infortunio del running back titolare DeMarco Murray, Randle partì per la prima volta come titolare nella settimana 7 contro i Philadelphia Eagles correndo 65 yard su 19 tentativi. La sua stagione da rookie si concluse con 164 yard corse e 2 touchdown in 13 presenze, di cui 2 come titolare. Nella successiva si classificò al secondo posto dei Cowboys yard corse (343) e touchdowns su corsa (3).
Nel terzo turno della stagione 2015, Randle segnò un nuovo primato personale di 3 touchdown, non riuscendo però ad evitare la sconfitta contro i Falcons. La sua annata si chiuse guidando i Cowboys con 4 TD su corsa e al secondo posto con 313 yard corse pur avendo disputato solo sei partite.

## Statistiche
| Partite totali      | 35  |
| Partite da titolare | 8   |
| Yard su corsa       | 822 |
| Touchdown su corsa  | 9   |

Statistiche aggiornate alla stagione 2015